# Robert Eisner
Robert Eisner (17 de enero de 1922 – 25 de noviembre de 1998) fue un economista profesor de la cátedra William R. Kenan de economía en la Universidad Northwestern. 

## Antecedentes personales
Robert Eisner nació en Nueva York el 17 de enero de 1922 y creció en Brooklyn. Su padre era director de escuela secundaria, y su madre maestra, lo que le sirvió como un catalizador en su primera graduación de la escuela secundaria cuando tenía 14 años de edad. Después de su graduación de la escuela secundaria, asistió a la Universidad de Nueva York, donde obtuvo una licenciatura en historia en 1940. Obtuvo su grado de Maestría en sociología, de la Universidad de Columbia en 1942.
En 1942, Eisner se alistó en el Ejército de los Estados Unidos. Estuvo estacionado en Francia durante la II Guerra Mundial. Hizo la formación militar básica en Carolina del Norte. Mientras estaba allí, conoció a Edith Avery Chelimer, que asistía a la Universidad de Duke. Se casaron en 1946, a raíz de su baja del ejército. Juntos tuvieron dos hijas, Emily que es abogada en el Condado de Cook, Illinois, en la Oficina del Fiscal, mientras que María es asesora legislativa de Kent Conrad.
Después de su servicio, Eisner asistió a la Universidad Johns Hopkins en Baltimore, financiado a través de la GI Bill. En 1951, recibió su Ph D. en Economía y, posteriormente, se mudó a Illinois, donde se unió a la Facultad de Economía en la Universidad de Illinois en Urbana-Champaign. En 1952, se trasladó a la Northwestern University.
Eisner murió el 25 de noviembre de 1998, en su casa, en Evanston, Illinois, por complicaciones de un trastorno de la médula ósea.

## Experiencia profesional
Eisner fue un economista Keynesiano y miembro de la Facultad de Economía de la Universidad de Northwestern por más de 42 años, sirviendo como presidente del Departamento de Economía. Fue reconocido a través de los Estados Unidos por su experiencia y conocimiento de la macroeconomía y la economía de los ciclos de negocios. Era un colaborador habitual del Wall Street Journal, el New York Times, Chicago Tribune y Los Angeles Times, principalmente cubriendo temas de política económica y de las reformas en ese ámbito.
En 1972, fue asesor de George McGovern, durante su campaña para la Presidencia. En 1988, fue elegido como presidente de la American Economic Association. También fue el co-fundador de la Comisión sobre la Condición de la Mujer en la Profesión Económica. En 1992, sirvió como asesor en materia de política económica del Presidente Bill Clinton.
Eisner es conocido por sus contribuciones a la comprensión de la inversión, el comportamiento del consumo, la teoría macroeconómica y la política fiscal y monetaria. Ha publicado extensamente en revistas académicas, incluyendo la American Economic Review, Revista de Economía y Estadística, Revista Trimestral de la Economía, Econometrica, Diario Económico, la Encuesta de Negocio Actual, y de la Revista de la Renta y la Riqueza.

## Honores y premios
Eisner fue reconocido como miembro de la Academia Americana de las Artes y las Ciencias, así como la Econometric Society. También fue el 15º destinatario del Premio John R. Commons de Omicron Delta Epsilon.
Después de su muerte, la Roycemore School de Evanston ha establecido el Robert Eisner Distinguished Scholar Program en su memoria. En la Northwestern University, la Beca de Postgrado Robert Eisner, fue establecida para reconocer a los mejores estudiantes de posgrado que se han distinguido en la docencia y la investigación. Esta beca del Departamento de Economía es el más alto honor otorgado a un estudiante de posgrado durante su cuarto año de estudios. La asignación del premio se proporciona con la matrícula y un estipendio para el otoño, invierno y primavera en la escuela.

## Obras publicadas

### Libros
- Social Security: More Not Less, New York: Century Foundation Press, (1998). ISBN 978-0-87078-416-3
- The Misunderstood Economy: What Counts and How to Count It, Harvard Business Press (1995). ISBN 978-0-87584-642-2
- The Total Incomes System of Accounts, University Of Chicago Press, (1989). ISBN 978-0-226-19638-1
- How Real Is the Federal Deficit?, New York: The Free Press, (1986). ISBN 978-0-02-909430-3
- Determinants of Business Investment, Prentice-Hall (1963). ASIN B0007HG9EM
- The Great Deficit Scare: The Federal Budget, Trade, and Social Security, Twentieth Century Foundation, (1997). ISBN 978-0-87078-411-8978-0-87078-411-8
- Factors of Business Investment (General series – National Bureau of Economic Research ; no. 102, HarperCollins, (1979). ISBN 978-0-88410-484-1978-0-88410-484-1
- Investment, National Income and Economic Policy (Economists of the Twentieth Century) v. 2, Edward Elgar Pub, (1998). ISBN 978-1-85898-847-4978-1-85898-847-4
- The Keynesian Revolution, Then and Now: The Selected Essays of Robert Eisner Volume One (Economists of the Twentieth Century) v. 1, Edward Elgar Pub, (1999). ISBN 978-1-85898-846-7978-1-85898-846-7

### Revistas económicas
- "The NAIRU and Fiscal and Monetary Policy for Now and Our Future", Seminar Paper No. 1, Center for Full Employment and Price Stability (January 2000)
- "State of the Union: Black Holes in the Statistics", Challenge (January–February 1997): 615
- "Divergences of Measurement and Theory and Some Implications for Economic Policy." Presidential address to the American Economic Association, New York (December 29, 1988), American Economic Review, 79 (March 1989): 113
- "The Total Incomes System of Accounts", Survey of Current Business, 65 (January 1985): 2448
- "Transfers in a Total Incomes System of Accounts", Economic Transfers in the United States Studies in Income and Wealth, vol. 49, edited by Marilyn Moon, 936. Chicago: University of Chicago Press, 1984
- "Total Incomes in the United States, 194676: A Summary Report", Review of Income and Wealth, series 28 (June 1982): 133174
- "An Extended Measure of Government Product: Preliminary Results for the United States, 194676", Review of Income and Wealth, series 27 (March 1981): 3364
- "Capital Gains and Income: Real Changes in the Value of Capital in the United States, 194677," The Measurement of Capital, Studies in Income and Wealth, vol. 45, edited by Dan Usher, 175342. Chicago: University of Chicago Press, 1980
- "Limitations and Potentials of Countercyclical Fiscal and Monetary Policies", Business Cycle and Public Policy, 1980
- "Total Income, Total Expenditure and Growth", American Economic Review, 1980
- "Total Incomes in the United States, 1959 and 1969", Review of Income and Wealth, series 24, (March 1978): 4170
- "A Framework for the Measurement of Economic and Social Performance", The Measurement of Economic and Social Performance, Studies in Income and Wealth, vol. 38, 99102, New York: Columbia University Press, 1973
- "Components of Capital Expenditure: Replacement and modernization versus expansion", Revue of Economics and Statistics, 1972
- "New Twists to Income and Product." In The Economic Accounts of the United States: Retrospect and Prospect. Survey of Current Business, 51, part II, 50th anniversary issue (July 1971): 6768.
- "Investment and the Frustrations of Econometricians," American Economic Review, 1969.
- "Investment Behavior and Neoclassical Theory," with M.I. Nadiri, Review of Economics and Statistics, 1968.
- "Capital and Labor in Production: Some Direct Estimates." In The Theory and Empirical Analysis of Production. Studies in Income and Wealth, vol. 31, edited by Murray Brown, 431462. New York: Columbia University Press, 1967.
- "The Permanent Income Theory for Investment: Some empirical explorations", American Economic Review, 1967
- "Realization of Investment Anticipations", Brookings Quarterly Model, 1965
- "Capital Expenditures, Profits and the Acceleration Principle", Models of Income Determination, 1964
- "Capacity, Investment and Profits," Quarterly Journal of Economics, 1964.
- "Investment: Fact and fancy," American Economic Review, 1963.
- "Investment Plans and Realizations", American Economic Review, 1962
- "A Distributed Lag Investment Function", Econometrica, 1960
- "On Growth Models and the Neo-Classical Resurgence", Economic Journal, 1958
- "The Permanent Income Hypothesis: Comment", American Economic Review, 1958
- "Studies in Income and Wealth", vol. 19, 513584. Princeton: Princeton University Press, 1957
- "Determinants of Capital Expenditures: An interview study", 1956
- "Studies in Income and Wealth", vol. 17, 484488. Princeton: Princeton University Press, 1955
- "The Contribution of Consumer Anticipations in Forecasting Consumer Demand", Short-Term Economic Forecasting
- "Interview and Other Survey Techniques and the Study of Investment", Problems of Capital Formation
- Federal Debt (1st edición). Library of Economics and Liberty. OCLC 317650570, 50016270 y 163149563